# Leucothyreus bohlsi
Leucothyreus bohlsi är en skalbaggsart som beskrevs av Ohaus 1918. Leucothyreus bohlsi ingår i släktet Leucothyreus och familjen Rutelidae. Inga underarter finns listade i Catalogue of Life.